# エル・アンヘル・デ・アウロラ
『エル・アンヘル・デ・アウロラ』（スペイン語: El ángel de Aurora）は、メキシコのテレノベラ。2024年7月29日、 ラス・エストレージャスで初公開された。出演はホルヘ・サリナス、ナタリア・エスペロン、ラファエル・ノボア、パウリナ・マトス、モイセス・ペニャロサ。

## 登場人物

### 主要キャラクター
アントニオ・ムリエッタ
演 - ホルヘ・サリナス
アウロラ・カンペロ
演 - ナタリア・エスペラン
フリオ・セザール・レイ
演 - ラファエル・ノボア
ヘレナ・ムリエタ
演 - パウリナ・マトス
アンヘル・サントス / ガブリエル
演 - モイセス・ペニャロサ
デミアン・モルガ
演 - ホセ・パブロ・ミノル
ジェザベル・カンペロ
演 - マリソル・デル・オルモ
ビクトリア・ボニーリャ
演 - ガブリエラ・リベロ
パスクアル・サントス
演 - ロベルト・ブランドン
パトリシア・ギル
演 - ロシオ・ベルデホ
ブリアナ・ケロル
演 - リヒア・ウリアルテ
エドガー・バウティスタ
演 - フアン・パブロ・ギル
カサンドラ・アビラ
演 - ガブリエラ・カリージョ
エスペランサ・カストロ
演 - ヌビア・マルティ
エル・モロ
演 - ラロ・パラシオス
エルヴィア
演 - カーラ・ゴメス
グロリオ
演 - パコ・ルエダ
アキレス・ドサマンテス
演 - クリスティアン・ラモス
マギー・ペレス
演 - プリシラ・ソロリオ
アニタ
演 - イザベラ・バスケス
エル・ロラス
演 - ジェイデン・スアレス
ルイス・アルベルト・レイ
演 - パブロ・ガルシア
ファブリツィオ
演 - ペドロ・シカード
ユベンティーノ・マシアス「エル・ピンタス」
演 - レネ・カサドス